# Macapta lydia
Macapta lydia là một loài bướm đêm trong họ Noctuidae.